# Riccardo Zandonai
Riccardo Zandonai (Rovereto, 28 maggio 1883 – Trebbiantico, 5 giugno 1944) è stato un compositore e direttore d'orchestra italiano.

## Biografia
Zandonai nacque a Borgo Sacco, nei pressi di Rovereto in Trentino; iniziò i suoi studi con Vincenzo Gianferrari alla Scuola Musicale della città natale, proseguendoli, tra il 1898 e il 1901, con Pietro Mascagni al Liceo Musicale "Rossini" di Pesaro. Ai suoi anni giovanili risalgono molte composizioni strumentali e vocali già indicative del suo promettente talento.
All'attività di compositore Zandonai alternò costantemente quella di direttore d'orchestra.
Nel 1935 l'Accademia d'Italia gli conferì il "premio Mussolini" per le arti.
Nel 1940 fu nominato direttore del Conservatorio di Pesaro. 
All'epoca della morte risiedeva nel Convento del Beato Sante di Mombaroccio, dove era sfollato in seguito al sequestro della sua abitazione da parte dei nazisti. Morì nel 1944, degente nell'ospedale di Trebbiantico, a causa delle complicanze di un'operazione urgente a cui si era sottoposto per rimuovere dei calcoli biliari. Nel 1947, al termine della guerra, la salma fu trasportata a Rovereto e tumulata nel cimitero di Borgo Sacco.

### Opere teatrali

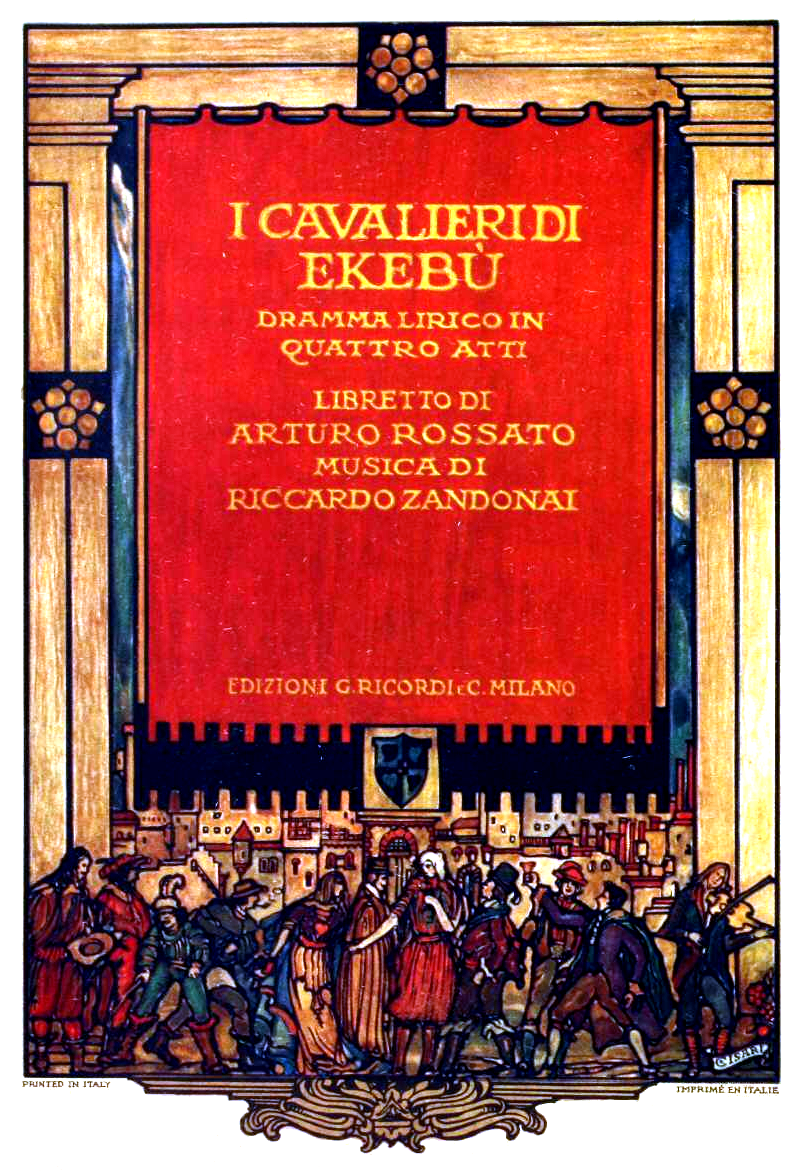
Copertina del libretto de I cavalieri di Ekebù (Milano, Ricordi 1925)

Venuto a contatto con gli ambienti musicali milanesi, Zandonai cominciò la sua fortunata attività di compositore teatrale con Il grillo del focolare (Torino 1908), tratto da Charles Dickens.
Le opere che gli fruttarono i maggiori successi furono Conchita (Milano 1911), di ambientazione spagnola, dal romanzo di Pierre Louÿs La Femme et le pantin; Francesca da Rimini (Torino 1914), su testo di Gabriele D'Annunzio, senz'altro il suo lavoro più conosciuto e più rappresentato; Giulietta e Romeo (Roma 1922), interpretazione ardente e passionale del celebre dramma di Shakespeare; I cavalieri di Ekebù (Milano 1925), da La saga di Gösta Berling di Selma Lagerlöf, opera diretta al Teatro alla Scala in prima esecuzione da Arturo Toscanini, destinata a raccogliere grande e duraturo successo nel Nord Europa, grazie all'efficace rappresentazione di atmosfere tipiche della sensibilità nordica.
Altre opere teatrali di Zandonai sono: La coppa del re (Rovereto, postuma 2024), L'uccellino d'oro (Rovereto 1907), Melenis (senza successo al Teatro Dal Verme di Milano il 13 novembre 1912 diretta da Ettore Panizza con Giovanni Martinelli), La via della finestra (Pesaro 1919), Giuliano (Napoli 1928), Una partita (con Giuseppe Nessi al Teatro alla Scala di Milano 1933), La farsa amorosa (Roma 1933), Il bacio (Milano, postuma 1954).
In queste opere, influenzate dal verismo, dimostrò di avere una fluente vena melodica, sostenuta da grandi capacità di orchestratore: infatti Zandonai fu profondamente influenzato dalla produzione di Wagner, Debussy e Richard Strauss da cui riprese l'arditezza delle armonie, la cura nella strumentazione e i raffinati impasti coloristici e timbrici. Inoltre le sue opere mostrano il suo vivo senso teatrale, che lo portava a preferire la caratterizzazione dei singoli personaggi piuttosto che la pittura di ambienti e atmosfere.

### Opere sinfoniche, cameristiche e vocali
La produzione di Zandonai comprende, accanto ai lavori teatrali, un'abbondante quantità di composizioni sinfoniche, cameristiche e vocali, complessivamente meno conosciute ma sovente d'elevato valore.
Fine strumentatore e profondo conoscitore dell'orchestra sinfonica, Zandonai compose poemi sinfonici (Primavera in Val di Sole, Quadri di Segantini), musica per il cinema e composizioni per strumento solista, tra cui il Concerto romantico per violino e orchestra.
Nell'ambito cameristico si ricordano il Trio-Serenata (1943) per pianoforte, violino e violoncello e vari cicli di Melodie per canto e pianoforte su testi di Giovanni Pascoli (tra cui L'assiuolo), Antonio Fogazzaro, Ada Negri, Paul Verlaine e Henry Mildmay (I due tarli).
Notevole è anche la produzione di musiche per coro, tra cui la suggestiva Messa da Requiem.

## Produzione musicale

### Opere liriche

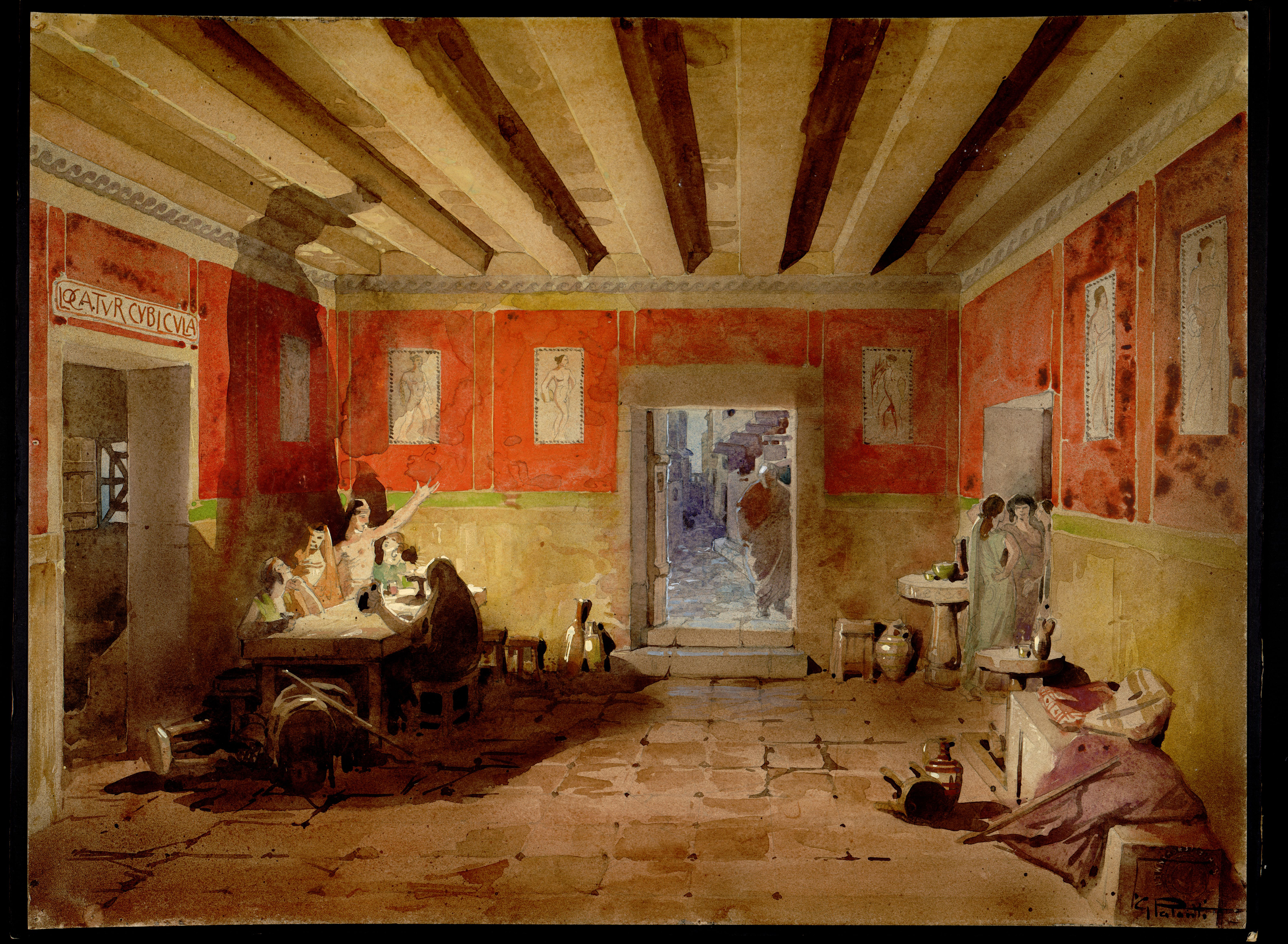
La taberna di Saturnino, nella Suburra, bozzetto per Melenis atto 1 (1912).
Archivio Storico Ricordi

- La coppa del re, libretto di Gustavo Chiesa (atto unico – composta nel 1903 ca. - prima rappresentazione postuma al Teatro Zandonai di Rovereto, 11 maggio 2024)
- L'uccellino d'oro, libretto di Don Giovanni Chelodi (in 3 atti – prima rappresentazione al Ricreatorio Parrocchiale di Sacco, 13 gennaio 1907)
- Il grillo del focolare, libretto di Cesare Hanau (in 3 atti – prima rappresentazione al Teatro Politeama Chiarella di Torino, 28 novembre 1908)
- Conchita, libretto di Maurice Vaucaire e Carlo Zangarini (in 4 atti – prima rappresentazione al Teatro Dal Verme di Milano, 14 ottobre 1911)
- Melenis, libretto di Massimo Spiritini e Carlo Zangarini (in 3 atti – prima rappresentazione al Teatro Dal Verme di Milano, 13 novembre 1912)
- Francesca da Rimini, libretto di Tito Ricordi II, riduzione della tragedia di Gabriele D'Annunzio (in 4 atti – prima rappresentazione al Teatro Regio di Torino, 19 febbraio 1914)
- La via della finestra, libretto di Giuseppe Adami (in 3 atti – prima rappresentazione al Teatro Rossini di Pesaro, 27 luglio 1919)
- Giulietta e Romeo, libretto di Arturo Rossato e Matteo Bandello (in 3 atti – prima rappresentazione al Teatro Costanzi di Roma, 14 febbraio 1922)
- I cavalieri di Ekebù, libretto di Arturo Rossato (in 4 atti – prima rappresentazione al Teatro alla Scala di Milano, 7 marzo 1925)
- Giuliano, libretto di Arturo Rossato (in 2 atti – prima rappresentazione al Teatro San Carlo di Napoli, 4 febbraio 1928)
- Una partita, libretto di Arturo Rossato (atto unico – prima rappresentazione al Teatro Alla Scala di Milano, 19 gennaio 1933)
- La farsa amorosa, libretto di Arturo Rossato (in 3 atti – prima rappresentazione al Teatro dell'Opera di Roma, 22 febbraio 1933)
- Il bacio, libretto di Arturo Rossato e Emidio Mucci (in 3 atti, incompleta – prima rappresentazione postuma alla RAI di Milano, 10 marzo 1954)

### Altri lavori significativi
- 1909 – Serenata medioevale
- 1914-1918 – Terra nativa:
  - Primavera in Val di Sole
  - Autunno fra i monti

- 1919 – Concerto romantico per violino e orchestra
- 1929 – Ballata eroica
- 1929 – Fra gli alberghi delle Dolomiti
- 1930-1931 – Quadri di Segantini
- 1932 – Il flauto notturno
- 1934 – Spleen
- 1934 – Concerto andaluso per violoncello e orchestra
- 1935 – Colombina, ouverture
- 1937 – Rapsodia trentina
- 1940 – Biancaneve, balletto (prima esecuzione al Teatro dell'Opera di Roma, 31 marzo 1951. Coreografia di Guglielmo Morresi)
- 1943 – Trio-Serenata

## Discografia selezionata
- Francesca da Rimini, dir. Franco Capuana, Orchestra e Coro del Teatro Verdi di Trieste, interpreti principali Leyla Gencer (Francesca), Renato Cioni (Paolo il Bello), Anselmo Colzani (Giovanni lo sciancato) - Fonit Cetra 1961 (CD Arkadia 1993)
- Francesca da Rimini, dir. Nello Santi, Orchestre National de France, interpreti principali Ilva Ligabue (Francesca), Ruggiero Bondino (Paolo il Bello), Aldo Protti (Giovanni lo Sciancato) - Rodolphe 1997 (reg. 1976)
- I cavalieri di Ekebù, dir. Gianandrea Gavazzeni, Orchestra e Coro della RAI di Milano, Fiorenza Cossotto (la Comandante), Gina Longobardo Fiordaliso (Anna), Lando Bartolini (Gösta Berling) - Fonit Cetra 1983
- Il bacio, dir. Molinari Pradelli, Pagliughi, Mercuriali - GOP 1954
- Concerto romantico per violino e orchestra (riduzione dell'autore per violino e pianoforte), Margit Spirk, violino, Mario Patuzzi, pianoforte - Alpenland 1983
- Melodie per voce e pianoforte, Alide Maria Salvetta, soprano, Max Ploner, pianoforte - Ricordi 1968
- Trio-Serenata per pianoforte, violino e violoncello, Margit Spirk, violino, Marta Prodi, violoncello, Nicola Sfredda, pianoforte - PM Classic 1987
- Verdi, Puccini, Zandonai: Quartetti per archi, Quartetto di Venezia - Dynamic 2004
- Composizioni da camera e per piccola orchestra, Ensemble Zandonai (dir. G. Guarino), Tactus 2004 (cofanetto 3 CD)